# Bristow (Oklahoma)
Bristow es una ciudad ubicada en el condado de Creek en el estado estadounidense de Oklahoma. En el año 2010 tenía una población de 4222 habitantes y una densidad poblacional de 479,77 personas por km².

## Geografía
Bristow se encuentra ubicada en las coordenadas 35°49′51″N 96°23′26″O / 35.83083, -96.39056 (35.830720, -96.390675).

## Demografía
Según la Oficina del Censo en 2000 los ingresos medios por hogar en la localidad eran de $24,351 y los ingresos medios por familia eran $31,618. Los hombres tenían unos ingresos medios de $28,475 frente a los $21,711 para las mujeres. La renta per cápita para la localidad era de $13,819. Alrededor del 20.9% de la población estaban por debajo del umbral de pobreza.